# 扔鞋

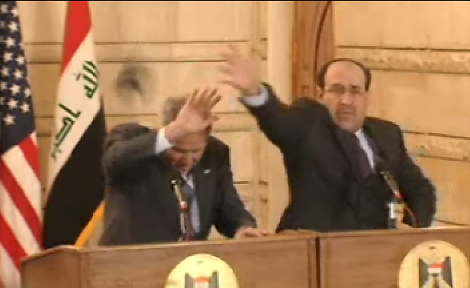
美國總統布殊避過伊拉克記者敏達哈·薩伊迪扔的鞋

扔鞋（或稱擲鞋、丟鞋，英語：或）或向他人露出鞋底在阿拉伯世界中本是一種侮辱性质的行為。自從敏達哈·扎伊迪向美國布殊總統扔鞋後，扔鞋熱席捲全球，在歐洲、北美、印度、伊朗、土耳其、台灣、香港和中国大陆都有类似事件發生。

## 被扔鞋的人物

### 乔治·沃克·布什
2008年12月14日，美國總統布什在伊拉克舉行告別記者會時，一位記者敏達哈·薩伊迪向他扔鞋，并怒斥：“這是伊拉克人民的禮物，這是告別之吻！你這條狗！”布什当时便回应：“你们想知道详情吗？他扔的鞋子是10码的。”此舉旋即引起國際媒體注目，薩伊迪被中東反美人士視為英雄。

### 敏達哈·薩伊迪
2009年12月1日，曾向布什丟鞋的巴格達迪亞電視台記者敏達哈·薩伊迪在法國巴黎出席記者會時，同樣被人扔鞋。之後他兄弟先是激動的打向擲鞋者，隨後並脫下鞋項其回擊，事後薩伊迪幽默的回应道：“他偷學了我的技巧。”

### 溫家寶
2009年2月2日，中华人民共和国國務院總理溫家寶在英國劍橋大學「瑞德講壇」發表題為「用发展的眼光看中国」的演講時被德國籍男子馬丁·楊克扔鞋。馬丁·楊克在扔鞋前大聲喊說：「大學怎麼可以自我墮落到讓这种獨裁者站在這裡？你们怎麼会聽他说的一堆謊言？」对此温家宝随后在演讲中回应：“老师们，同学们，这种卑鄙的伎俩，阻挡不了中英两国人民的友谊。”并完成了演讲，而后，馬丁·楊克被当地法院判决无罪释放。

### 唐英年
2010年3月6日，香港政務司司長唐英年出席柴灣青年廣場暨青年高峰會開幕禮時被一名香港失業男子扔鞋。

### 任志強
2010年5月7日下午，任志强在大连富丽华酒店出席房产论坛时，遭人扔鞋。

### 方滨兴
2011年5月19日下午，防火长城（GFW）关键部分的首要设计师、被戏称“中国防火墙之父”的北京邮电大学校长方滨兴在武汉大学做学术交流时遭抗议者扔鞋并被击中，引發网民热议。

### 司马南
2012年10月7日晚，独立学者，社会评论家司马南在海南大学演讲时，在提问环节被一位自称为海南大学学生的听众扔鞋。随后该学生被多名安保人员强行带走。

### 馬英九

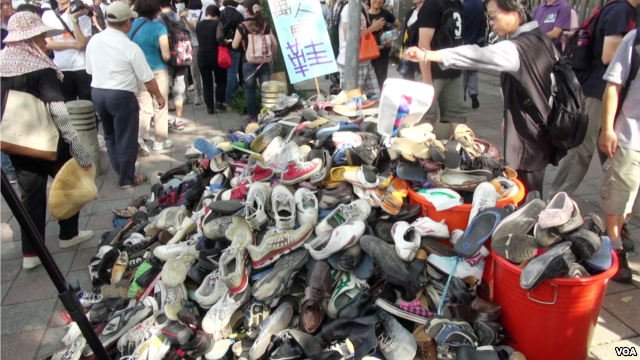
2013年臺灣人民捐贈舊鞋供公民團體威鞋(脅)馬英九以抗議中國國民黨違法亂政漠視民意並要求其下臺

2012年12月10日，中華民國總統馬英九在新北市新店區景美人權文化園區舉辦的世界人權日相關活動中，被抗議民眾扔擲包括鞋子在內物品，而後丟擲的908台灣國團體總會長王獻極和公投護台灣聯盟活動執行長賴芳徵被台北地檢署以強制罪、妨害合法集會罪將二人起訴。2014年6月11日，台北地方法院一審認為此為係集會自由的展現，且該活動進行也未受干擾，將二人判無罪。2014年9月24日，高等法院維持一審見解，駁回檢方上訴，全案無罪定讞。
自2013年起，隨著倒馬風潮的興起，對馬英九丟鞋的情況急速增加。
- 9月8日，有些抗議者在總統府前聚集並朝馬英九扔鞋，但未擊中。[15]
- 9月26日，當馬英九於雲林科技大學參加一場學生對談會時，抗議者朝馬丟鞋，未擊中。[16]
- 9月29日，抗議者在總統府前聚集並朝馬英九扔鞋，未擊中。[17]
- 10月10日，於雙十節的慶祝大典上，抗議者在總統府前聚集並朝馬英九扔鞋，未擊中。[18]
- 10月12日，一些抗議者在馬參加國民黨於嘉義縣舉行的活動時朝其扔鞋。警方試圖避免衝突並架起補鞋網，結果一些鞋子被網子擋下而未能擊中。[19][20]
- 10月19日在基隆，抗議者在馬英九參加國立台灣海洋大學成立周年的活動上丟鞋。[21]
- 10月19日，一位抗議者在馬於全國運動會的開幕典禮上對他丟鞋。[22]
- 10月20日，抗議者在馬英九參加台北客家義民節活動時丟鞋，[23]遭警方依違反《社會秩序維護法》移送台北地院裁罰。而後法官認為總統當時前往觀禮並致詞，並非是總統的法定職務，與《社維法》的規定不符，因此裁定不罰，但可抗告。[24]
- 11月10日，全國關廠工人連線發起，將近50個社運團體的929社運連線，在台中梧棲中港體育館召開的中國國民黨第19屆全國代表大會，發起1110萬人威鞋國民黨的行動中朝馬扔鞋。[25][26]

#### 馬英九因被丟鞋而躍上國際版面
- 2012年12月11日，《華爾街日報》以台灣馬加入丟鞋俱樂部 （页面存档备份，存于）(Taiwan's Ma joins the shoe club)為題，報導馬英九被倒馬民眾丟鞋事件。報導指出台灣民眾對經濟成長緩慢、工資調幅停滯、高失業率的不滿、對財團限制寬鬆，過度傾中，馬英九支持度暴跌到13%。而馬英九拒絕讓達賴喇嘛來台，也是他被指控「向中國叩頭」的另一個理由。[27]
- 2013年9月24日，英國BBC中文網於以馬英九防民眾丟鞋推遲國民黨全會 （页面存档备份，存于）為題，報導抗議者通過臉書公開號召群眾在929穿著黑衣、帶著「破鞋」一雙包圍國民黨全代會會場，「丟出象徵腐敗政權的破鞋，用行動展現人民的憤怒與力量」，國民黨則推遲全會以避免支持率已跌至不到一成的馬英九遭「萬人丟鞋」擊中的難堪場面。但抗議的公民團體說，馬英九到那裏，人民的聲音就到那裏，「請馬總統不要龜縮，出來面對人民的憤怒」。[28]
- 2013年11月1日，美國examiner網站以馬英九創下世界丟鞋紀錄 下台呼聲不斷增加 （页面存档备份，存于） (Ma Ying-jeou sets world shoe toss record in Taiwan amidst growing call to resign)為題報導不到一年的時間馬英九就成為丟鞋比賽最大贏家， 抗議群眾如影隨形向馬丟鞋。馬的聲望處於最低點 。從不滿馬政府對陳水扁的虐待及扁案司法判決爭議，馬英九的過度傾中，對洪仲丘事件的憤怒，到九月政爭的監聽風暴，一連串事件造就對馬不滿的完美風暴。

### 劉政鴻
2013年9月18日，臺灣苗栗縣大埔事件拒拆戶之一的「張藥房」老闆張森文，在18日下午驚傳溺斃住家附近溝渠。苗栗縣縣長劉政鴻晚間前往上香弔念時，遭到張家拒絕，苗栗縣長劉政鴻以優勢警力強行開路，遭到國立清華大學社會學研究所研究生陳為廷現場丟鞋擊中劉政鴻頭部。
劉政鴻一開始誤以為是家屬情緒激動丟出，表示不會追究投鞋者，但在事後得知投鞋者是爭議學生陳為廷後，為聲張公權力，決定提出告訴。2014年7月11日，臺灣苗栗地方法院一審判決，陳為廷丟鞋犯公然侮辱罪，處罰金一萬元並沒收球鞋。陳表示將提上訴，並請求法院還鞋。
2015年6月25日，臺灣高等法院臺中分院二審判決，原判決關於陳為廷犯強暴侮辱罪部分撤銷，改判強暴侮辱罪免刑，不得上訴。

### 哈桑·魯哈尼
2013年9月28日，伊朗總統哈桑·魯哈尼剛從結束召開聯合國大會後搭機抵達德黑蘭機場返國時，受到有數百名支持者歡迎，但也有現場數十名反對者到現場抗議，還高喊「美國去死」、「以色列去死」；並向車隊丟鞋、丟雞蛋，而魯哈尼本人未遭砸中。

### 江宜樺
2013年11月13日，行政院長江宜樺陪同夫人李淑珍、青年學生們、臺灣知名攝影師齊柏林等人一起觀賞空拍紀錄片電影看見台灣，未料在電影結束時，有3名聲援華隆紡織關廠工人的民眾高舉抗議布條，加上1位來自國立清華大學女學生孫致宇在記者會現場，將她自己腳上的紅白拖朝向江宜樺後方丟出，但未擊中。2013年12月12日，孫致宇被台灣台北地方法院士林簡易庭依違反社會秩序維護法第85條，處新台幣5000元罰鍰，她認為這應屬言論自由提出抗告，二審法官駁回抗告，罰款確定。

### 毛治國
2015年3月16日，國道收費員自救會成員們、抗議群眾們一早突襲前往行政院長毛治國 住家外靜坐抗議，不過其中一些抗議群眾憤怒將一隻運動鞋和一瓶水瓶朝毛治國方向丟，但遭維安人員擋下，未擊中毛治國。

### 朱立倫
2015年5月5日，中國國民黨主席朱立倫出訪中国大陆，返台抵達機場大廳時在旅客群中的台聯青年軍站在護欄上，不停大喊：「朱立倫賣台。」大廳其他角落也不停出現台聯青年軍向朱立倫丟擲鞋子。

### 許淑華
2016年11月17日，下一代幸福聯盟在立院旁濟南路的反同造勢活動，有多名同志支持者到現場表達意見，立院散會後，中國國民黨立委許淑華先後到下一代幸福聯盟的舞台發言，再到同志支持者前方堅持「同婚特別法」的立場，堅稱「特別法不是歧視法」，隨即遭到一名跨性別女性連丟兩隻鞋子抗議。

### 劉小麗
2016年10月30日，香港立法會議員劉小麗出席香港電台節目《城市論壇》，但於中場休息時被公眾席一名戴上藍帽的保衛香港運動中年男子扔鞋襲擊，擊中劉小麗本人胸部及手部。有關人士最終被該節目主持人蘇敬恆驅逐離場。

### 蔡英文
2017年6月30日，中華民國總統蔡英文、國防部長馮世寬、總統府祕書長吳釗燮等人前往出席參加國防大學台北市復興崗校區「106年三軍六校院聯合畢業典禮」時，反年改抗議群眾們前往抗議，並丟擲水瓶、鞋子，警方拉起攔網，將水瓶、鞋子攔住，蔡英文等人未被鞋子等物品攻擊。

### 马哈迪·莫哈末
2017年8月13日下午约5时20分，马来西亚前首相、反对党土著团结党总裁马哈迪·莫哈末在“毫无隐瞒2.0论坛”上准备回答现场一道提问时，突然遭人朝站在舞台上的马哈迪方向丢掷鞋子、水瓶和椅子，接着有人在观众席位释放燃烧棒，并丢掷到其他观众席。马哈迪最终在现场保安护送下离开现场。

### 柯文哲
2018年3月29日，上午十點多，台北市長柯文哲準備從北市府步行前往至對面的誠品書局信義店參加記者會時，遭一名獨派人士，台灣建國工程隊成員郭建國埋伏丟鞋，不過鞋子只丟中隨扈，而郭姓男子隨後被捕時，並大喊柯為「台奸」，郭男被移送至北市府警察局信義分局。對此，台北市政府發言人劉奕霆證實，經了解柯市長上午出席活動途中，確有民眾向市長丟擲鞋子，但丟到隨行警員，未直接打中市長；劉奕霆也呼籲，民眾若要表達訴求也應用理性方式，並譴責非法暴力行為。

## 關聯條目
- 打小人